# Enola Gay
Enola Gay é um avião bombardeiro B-29, de fabricação norte-americana, utilizado pela Força Aérea dos Estados Unidos durante a Segunda Guerra Mundial. 
Seu nome é uma homenagem a Enola Gay Tibbets, mãe do piloto da aeronave, o coronel Paul Tibbets, que selecionou o avião enquanto ele ainda estava na linha de montagem. 
Em 6 de agosto de 1945, durante os estágios finais da Segunda Guerra Mundial, o Enola Gay tornou-se o primeiro avião a lançar uma bomba atômica, cujo codinome era Little Boy e teve como alvo a cidade de Hiroshima, no Japão, e que causou uma destruição sem precedentes. A aeronave participou do segundo ataque atômico como um avião de reconhecimento climático para o alvo inicial de Kokura. No entanto, nuvens e fumaça fizeram com que o alvo fosse mudado para a cidade de Nagasaki, que foi bombardeada pelo B-29 "Bockscar".
Após a guerra, o Enola Gay voltou para os Estados Unidos, onde foi operado a partir de Roswell Army Air Field, no Novo México. Ele foi levado para Kwajalein para a Operação Crossroads, que promoveu testes nucleares no Pacífico, mas não foi escolhido para fazer o teste no atol de Bikini. Mais tarde, naquele ano, foi transferido para o Instituto Smithsonian e passou muitos anos estacionado em bases aéreas e exposto ao tempo, antes de ser desmontado e transportado para instalação de armazenamento do Smithsonian em Suitland, Maryland, em 1961.
Na década de 1980, grupos de veteranos de guerra começaram a se mobilizar para que o Smithsonian colocasse a aeronave em exibição. O Enola Gay foi exposto no Museu do Ar e Espaço (NASM) em 1995 e, desde 2003, o B-29 foi restaurado e posto em exposição no Steven F. Udvar-Hazy Center do NASM. O último sobrevivente de sua tripulação, Theodore Van Kirk, morreu no dia 28 de julho de 2014, com a idade de 93.

A missão vai de 6 a 9 de agosto, com Hiroshima, Nagasaki e Kokura (o alvo original para 9 de agosto) exibidos

## Tripulação

### Missão de Hiroshima
A tripulação do Enola Gay, em 6 de agosto de 1945, consistia em doze homens:
- Coronel Paul W. Tibbets Jr. - piloto e comandante da aeronave
- Capitão Robert A. Lewis – co-piloto; Comandante de aeronave designado regularmente por Enola Gay *
- Major Thomas Ferebee - bombardeiro
- Capitão Theodore "Dutch" Van Kirk - navegador
- Capitão William S. "Deak" Parsons, USN - armador e comandante da missão
- Primeiro-tenente Jacob Beser - contramedidas de radar (também o único homem a voar em ambas as aeronaves de bombardeio nuclear).
- Segundo-tenente Morris R. Jeppson - assistente de armamento
- Sargento Robert "Bob" Caron - artilheiro de cauda *
- Sargento Wyatt E. Duzenbury – engenheiro de voo *
- Sargento Joe S. Stiborik – operador de radar *
- Sargento Robert H. Shumard – engenheiro assistente de voo*
- Soldado de Primeira Classe Richard H. Nelson – operador de rádio VHF *

Os asteriscos denotam tripulantes regulares do Enola Gay.
Do comandante da missão Parsons, foi dito: "Não há ninguém mais responsável por tirar esta bomba do laboratório e colocá-la em alguma forma útil para operações de combate do que o capitão Parsons, por sua genialidade no ramo de artilharia".
Fonte: Campbell, 2005, pp. 134, 191–192.

### Bibliográficas
- Campbell, Richard H. (2005). The Silverplate Bombers. Jefferson, North Carolina: McFarland & Company, Inc. ISBN 0-7864-2139-8
- Hoddeson, Lillian; Henriksen, Paul W.; Meade, Roger A.; Westfall, Catherine L. (1993). Critical Assembly: A Technical History of Los Alamos During the Oppenheimer Years, 1943–1945. Cambridge: Cambridge University Press. ISBN 978-0-521-44132-2
- Mann, Robert A. (2004). The B-29 Superfortress: A Comprehensive Registry of the Planes and Their Missions. Jefferson, North Carolina: McFarland & Company. ISBN 0-7864-1787-0